# Bandabardò
(Carlo Lucarelli)
Bandabardò è un gruppo musicale folk rock formatosi a Firenze nel 1993, il cui nome è un omaggio a Brigitte Bardot.
Da subito si dedica ad una intensa attività dal vivo in Italia e Francia. L’esordio discografico è del 1996 con Il circo mangione (vincitore del Premio Ciampi come migliore esordio dell’anno), seguito da Iniziali bì-bì, che contiene la loro prima hit Beppeanna. Dopo il mini-live Barbaro tour pubblicano Se mi rilasso... collasso, un live che contiene la versione in studio di Manifesto, altro pezzo di immediato successo. Nel 2000 esce Mojito Football Club, seguito da Bondo! Bondo! e da un altro tour in Spagna, Francia e Svizzera e dopo poco entra in formazione Jose Ramon Caraballo Armas, meglio conosciuto come Ramon, ai fiati e alle percussioni. Tre passi avanti nel 2004, prodotto da Carlo U. Rossi è un altro successo da top ten e nello stesso anno vengono pubblicate con lo stesso titolo l’autobiografia “Vento in Faccia”, scritta con Massimo Cotto ed edita da Arcana, ed un DVD che documenta il concerto di apertura del nuovo tour registrato a Firenze, la loro città.
Nel 2006 è la volta della raccolta Fuori Orario, un doppio CD contenente anche brani inediti che centra ancora la top ten FIMI (e si piazza al primo posto nelle classifiche dei punti vendita indipendenti). Incessante l’attività dal vivo in Italia e all’estero, suonano anche in Messico dove, in appoggio alle Comunità zapatiste ed in collaborazione con l’associazione Ya-Basta! finanziano il progetto “Semillita del Sol”, per la scolarizzazione delle popolazioni indigene del Chiapas. Dopo un tour in Canada esce Ottavio cui fa seguito anche un tour teatrale.
Nel 2010, per la rivista XL, pubblicano Allegro ma non troppo (contenente due indediti ed esecuzioni dal vivo) e nello stesso anno, insieme all’associazione Save the Children, partecipano ad un progetto di scolarizzazione in nord Etiopia realizzando Sette x uno insieme a Dario Fo, Giobbe Covatta, David Riondino, Enzo Iacchetti, Davide Enia e Ascanio Celestini.
Dopo l’uscita di Scaccianuvole (2011) seguono 3 anni di pausa prima di arrivare all’album di inediti intitolato L'improbabile che segna il loro ritorno ad una major dai tempi di Iniziali Bì-Bì (stavolta con la Warner) e l’ingresso in formazione del tastierista Federico “Pacio” Pacini. Nel frattempo la band realizza la colonna sonora del film “L’Universale”, di Federico Micali, che esce nelle sale nell’aprile del 2016 mentre Sky Arte dedica loro un docufilm intitolato “Bandabardò, un mistero italiano”, con Carlo Lucarelli.
Dopo un altro tour europeo con tappe a Londra, Dublino, Amsterdam e Berlino, nel 2018 viene pubblicata una nuova versione di Beppeanna dal titolo Se mi rilasso collasso in occasione dei 25 anni dalla nascita della band. La canzone vede la partecipazione di Stefano Bollani, Caparezza, Carmen Consoli, Daniele Silvestri e Max Gazzè cui fa seguito, il 7 dicembre 2018, una festa-concerto al Nelson Mandela Forum di Firenze dove la Banda festeggia insieme a Max Gazzè, Carmen Consoli, Tonino Carotone, Modena City Ramblers, Cisco e Piero Pelù.
Ancora dal vivo nel 2019, toccano quota 1640 concerti proprio nell’ultima data del Summer Tour 2019.
Il 14 febbraio 2021 muore Enrico “Erriquez” Greppi. Un anno più tardi la band comunica la propria intenzione di proseguire la propria attività, annunciando una collaborazione con l'amico Cisco.
Il 20 maggio 2022 esce Non fa paura, album realizzato a quattro mani insieme a Cisco, cui fa seguito una nuova tournée, che avrà termine nel 2024.
Nel 2023 esce per i trent’anni della band il libro “Se mi rilasso collasso”. Nel 2025 arriva il nuovo album di inediti, “Fandango”, con Finaz come voce solista. È il primo lavoro interamente realizzato dalla Bandabardò dopo la scomparsa di Erriquez, a cui è dedicato il pezzo “Notti di luna e falò“ con il featuring di Carmen Consoli. Al disco fa seguito un nuovo tour.

## Storia del gruppo

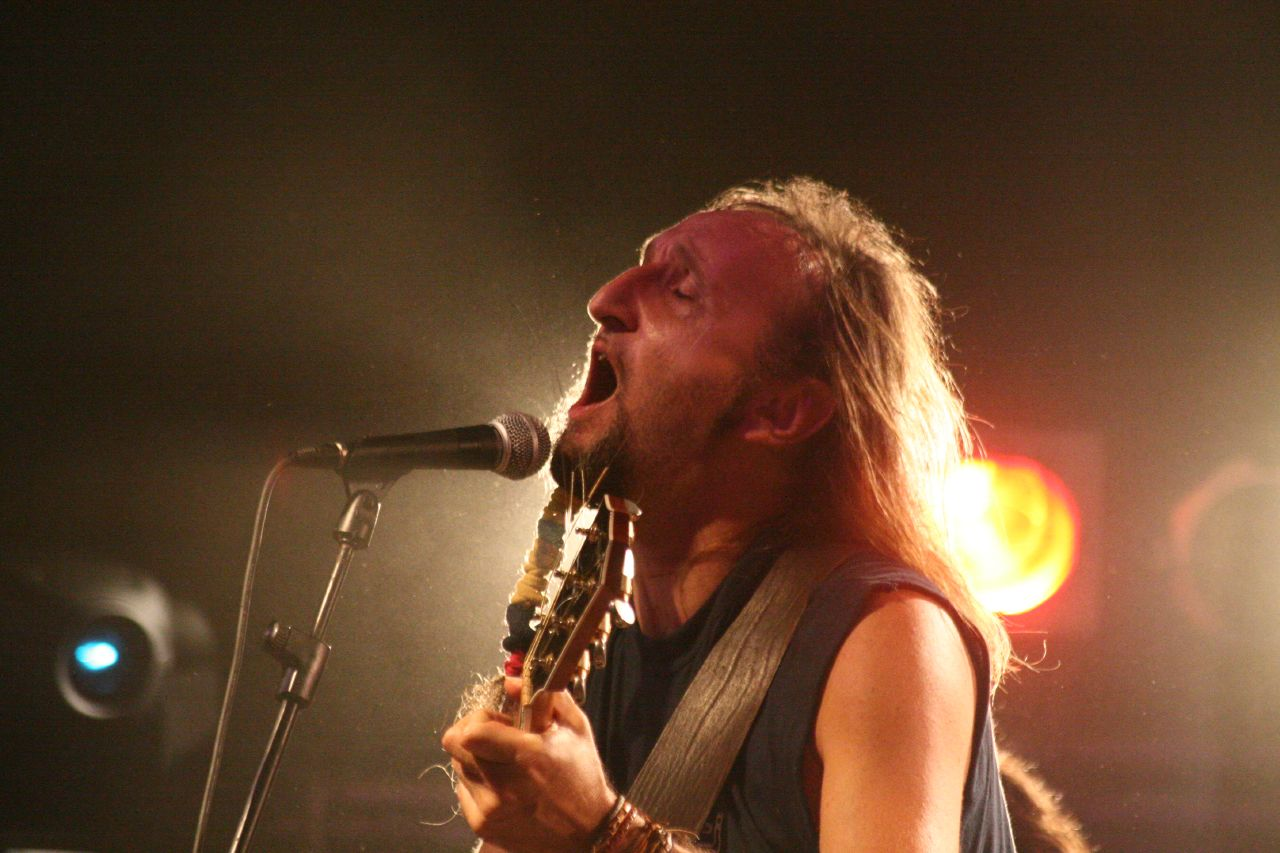
Erriquez in concerto

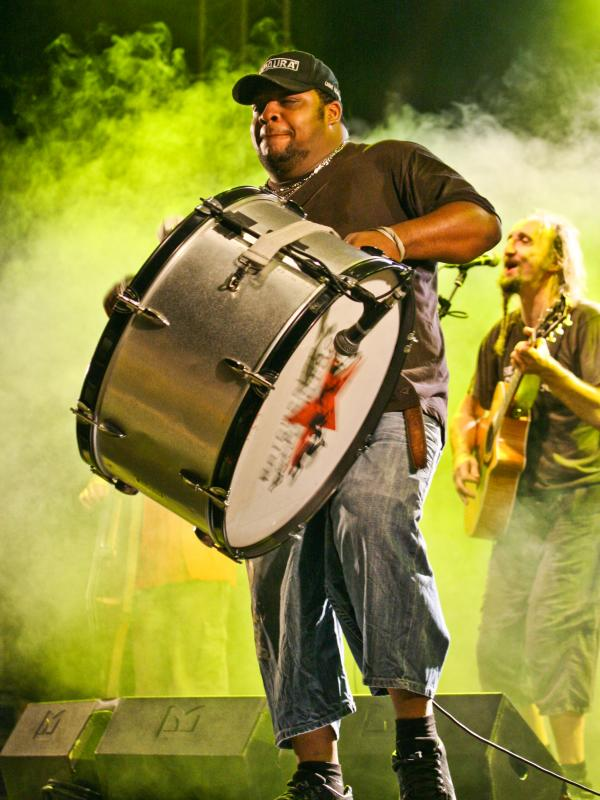
Ramon alla grancassa

### 1992-2001: L'esordio, la gavetta e i primi album
La storia inizia nel 1992, quando Erriquez era uscito dai Vidia e Finaz studiava all'università di Pisa e faceva il musicista. I due condividevano alcune collaborazioni con i Litfiba e da lì si sono conosciuti, anche se non erano ancora amici all’epoca.
Un giorno Gianni Maroccolo li aveva chiamati entrambi per lavorare al disco e alla tournée estiva di Andrea Chimenti, Erriquez avrebbe suonato la chitarra acustica e avrebbe fatto da corista mentre Finaz avrebbe suonato la chitarra elettrica.
I due si sono trovati talmente bene che Erriquez gli propose di formare un gruppo in stile Mano Negra ma con la parte acustica amplificata, senza però rinunciare allo stampo rock. All'inizio Finaz era incerto ma dopo aver assistito ad un concerto dei Les VRP decise di accettare l'offerta di Erriquez. Presto si aggiunsero al complesso Don Bachi al basso, Nuto alla batteria, Orla alla seconda chitarra e Paolino alle percussioni.
La bandabardò nasce l’8 marzo 1993 in una sala prove di Sesto Fiorentino, il nome è un omaggio a Brigitte Bardot.
Il neonato complesso comincia un tour in Italia e in Francia suonando per locali e anche per strada. 
Il primo concerto è stato all'Arca di Follonica, sulle palafitte, con super ospiti i Litfiba per l’aftershow, la sera dopo avrebbero suonato a Prato, il problema è che prima di chiamarsi bandabardò il gruppo aveva già fissato la data prima di quella di Follonica, quindi per quella sera si esibiscono come i W Fernandez.
Nel 1994 il gruppo crea il suo primo EP intitolato La BandaBardò, un CD di 4 canzoni che ritroveremo nel secondo album del gruppo (ad eccezione di Ho la testa), creato a scopo puramente promozionale, per questa scelta la manager dell’epoca, Natalie Chaineux, decide di abbandonare il progetto poiché non approvava l’idea di autoproduzione.
Il primo album, Il circo mangione, esce il 4 giugno 1996 con l’etichetta indipendente Cockney Music, ottiene un ottimo successo, vincendo anche il Premio Ciampi come miglior disco d’esordio, anche se la critica li ha spesso ignorati. L'album vede la partecipazione di Piero Pelù che fa i cori nella canzone W Fernandez.
Tra il 1996 e il '97 il gruppo inizia a collaborare con l’agenzia di prenotazioni OTR (On the road) e ad avere come loro manager Francesco Barbaro. Ad agosto dello stesso anno il complesso sarebbe dovuta andare a Rimini per partecipare al festival di Match Music (ripreso su canale satellitare), ma a causa di un incidente stradale la band perse la data.
Il successo è confermato con il secondo album, Iniziali Bì-Bì, pubblicato il 31 marzo 1998 con l'etichetta BMG Ricordi, e con il suo singolo Beppeanna con il quale la band riesce a conquistarsi la fama, il videoclip venne trasmesso su Videomusic. 
Questo secondo album, a detta della stessa band, rappresenta al meglio le loro sonorità live con un sound acustico e cantautoriale e con ospiti quali Cisco e Stefano Bollani.
Nel 1999 viene pubblicato un live in edizione limitata, Barbaro tour, molto apprezzato dalla critica, che all’epoca non vedeva di buon occhio gli album dal vivo.
Le cose però non andavano molto bene, la band continuava ad essere costantemente ignorata dall’ambiente musicale italiano e quindi decidono di lasciare la OTR e di andare da Mescal.
Il 28 gennaio 2000 viene pubblicato il terzo album, Mojito Football Club, con l’etichetta BMG Ricordi, apprezzato sia dalla critica, grazie alle sue sonorità acustiche ma con una piccola tendenza all'elettronica e al rock, che dai fan dell'ultima ora, ma non da chi li seguiva dagli esordi per il loro cambio di stile.
Il videoclip ufficiale di Vento in faccia è stato trasmesso su TMC 2, purtroppo però la BMG Ricordi decide di licenziare la band dopo appena due mesi dalla pubblicazione dell’album lasciando i membri della band sfiduciati da Mescal.
A quel punto la band si divise in tre parti, da una parte c’era Erriquez che voleva rimanere in Mescal mentre dall’altra c’erano Finaz, Nuto e Paolino che volevano invece tornare a OTR; per finire Don Bachi e Orla non avevano una posizione precisa, creando così un forte scompiglio e litigi furiosi tra i membri della band, addirittura Finaz pensò di abbandonare il gruppo.
Alla fine però, dopo quasi tre mesi di litigi, Erriquez sceglie di fare un passo indietro e di accettare l’idea di tornare a OTR.
Si decide quindi per una ripartenza, vengono registrati i concerti del periodo autunnale del Mojito F.C. Tour, in più viene scritta una nuova inedita, Manifesto, il problema è che ormai alla band mancava di nuovo un'etichetta discografica, e nessuno era disposto a prenderli dopo il licenziamento dalla Ricordi, quindi il manager Francesco Barbaro fece in modo che la OTR sarebbe diventata anche un'etichetta, oltre che un’agenzia di booking, appoggiandosi alla Venus Distribuzioni.
Nel 2001 viene pubblicato il secondo album live Se mi rilasso... collasso, considerato dalla critica uno dei pochi album dal vivo di cui valesse la pena l’ascolto, poiché la band ha fatto dei suoi concerti il suo campo di battaglia, è in assoluto il disco più venduto della band.
Nello stesso anno la band viene invitata al Festival Enzimi di Roma per omaggiare Rino Gaetano insieme a Raiz, Max Gazzè, Paola Turci, Roberto Angelini, Sergio Cammariere e tanti altri, il festival registrò circa 40.000 persone.

### 2002-2003:Bondo! Bondo!, l'arrivo di Ramón
Il 6 settembre 2002 la band pubblica Bondo! Bondo! prodotto da Gianluca Vaccaro, il suo singolo Sette sono i re viene trasmesso su RaiStereoDue, ottiene un successo internazionale con un tour europeo in Spagna, Francia e Svizzera. 
Ha uno stile diverso dai precedenti, un genere tendente al rock leggero e vede la collaborazione con Max Gazzè; è molto apprezzato sia dai fan che dalla critica poiché considerato l'album più elaborato e complesso della loro carriera. Esso contiene una forte critica politica nei confronti di Silvio Berlusconi.
Settimo posto tra i dischi più venduti in Italia nella classifica FIMI.
Nello stesso anno la band suona al Concerto del Primo Maggio per la prima volta nella loro carriera, con ospite Paola Turci.
Dopo l'uscita dal gruppo di Paolino, che accompagnerà Piero Pelù, nella tournée estiva Bondo! Bondo! Tour del 2002 alle percussioni si avvicenda Ugo Nativi dei Malfunk, esibendosi al Brand New Tour di MTV.
Dal 2003 entra a far parte della formazione Ramón, ai fiati e alle percussioni.
Sempre nello stesso anno la band si esibisce al MTV Day 2003.

### 2004-2005:Tre passi avanti, l'autobiografia e il DVD
L'album successivo, Tre passi avanti, esce il 25 aprile 2004, prodotto da Carlo Ubaldo Rossi, un album più cattivo rispetto ai precedenti a detta dello stesso Erriquez, nell'album possiamo sentire sonorità spagnole e cubane grazie all'influenza di Ramon oltre che una collaborazione con Dario Fo per la canzone Sempre Allegri.
Il set fotografico per la copertina è stato allestito al Parco Pettini di Firenze, tuttavia Ramon manca nella copertina poiché a Roma.
Nello stesso anno viene pubblicata l'autobiografia della Banda, scritta con Massimo Cotto e intitolata Vento in faccia, dall'omonima canzone (edita da Arcana). Vento in faccia è anche il titolo del DVD che contiene il concerto di apertura del Tre passi avanti Tour, a Firenze, oltre a riprese di backstage e messaggi dei fan.
Nello stesso anno la band suona al Concerto del Primo Maggio avendo come ospite sempre Paola Turci.

### Collaborazioni
Tra le collaborazioni del gruppo: Daniele Silvestri nel brano Cohiba, Max Gazzè, Paola Turci e anche Patty Pravo, nel cui album Nic-Unic suonano e fanno da coro nella canzone Tristezza moderna.
Collaborano con i Modena City Ramblers nell'album Appunti partigiani del 2005, con il brano i Ribelli della Montagna. Nell'ottobre 2005 esce GE-2001, compilation pubblicata in allegato al quotidiano Il manifesto per raccogliere fondi per i processi seguiti ai fatti del G8 di Genova. Vari gli artisti che partecipano all'iniziativa, tra questi anche la Bandabardò con il brano La fine di Pierrot.

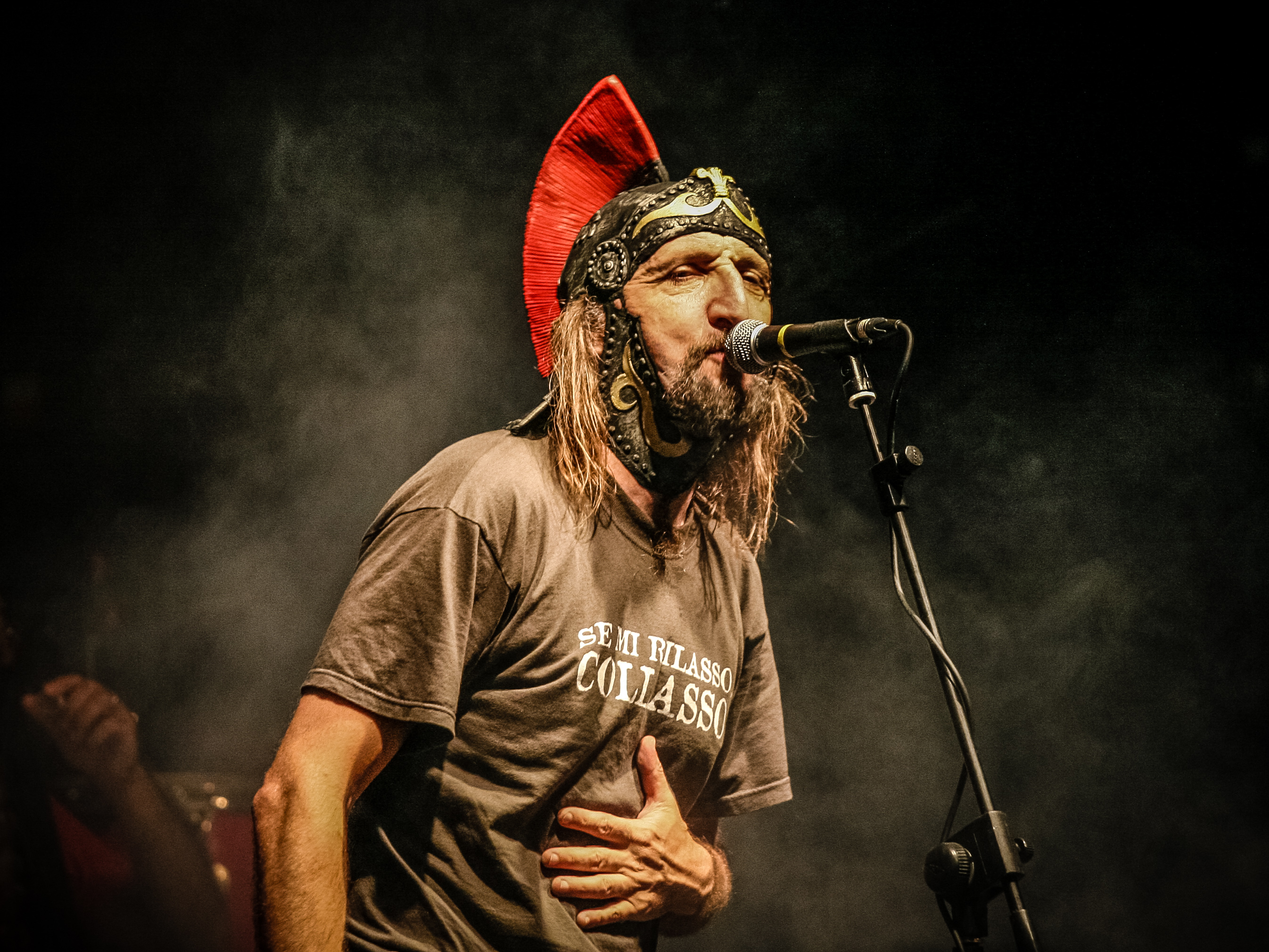
Erriquez

### 2006-2010: Il Fuori Orario, Ottavio e il teatro
Nel 2006 la banda suona al Concerto del Primo Maggio, presentati da Claudio Bisio.
Il 1º settembre 2006 segna il ritorno discografico della band fiorentina con la raccolta Fuori Orario che, a sorpresa, riceve un ottimo riscontro: primo nelle classifiche dei punti vendita indipendenti e settimo nelle grandi catene, dopo aver ascoltato un concerto della Banda durante un suo viaggio europeo, Mutsumi Kuboutchi, direttore artistico di Vivid Sound, una delle maggiori etichette indipendenti giapponesi diventa un fan della bandabardò e decide di pubblicare anche in Giappone i loro dischi e la raccolta Fuori Orario (seguirà presto, quindi, la pubblicazione degli altri album), ma verranno pubblicati anche in Canada.
Sempre nello stesso anno la band si esibisce su Rock TV in diretta dal Rolling Stone di Milano. 
Nel 2007 la band si esibisce ancora una volta al Concerto del Primo Maggio insieme alla Bandão. 
Ottavio è uscito il 5 settembre 2008 per la On the road, dopo il Tour in Canada. 
Un concept album che narra la storia d'amore di Ottavio in uno stile tragicomico, richiamando nuove sonorità e uno stile più teatrale e Combat folk, con influenze alle Tarantelle, alla Musica country, alle ballate e al Rock. 
L'album comprende un cd di 14 brani e un DVD, in cui la Bandabardò racconta la storia della nascita del progetto, backstage, ospiti speciali, la scrittura e la rifinitura dei testi e delle musiche per arrivare quindi alla realizzazione del disco. 
Apprezzato dai fan e dalla critica sia per il suo sound sia per la sua complessità, ma anche per le collaborazioni con Tonino Carotone e Stefano Bollani l’album entra nella top ten di vendite al momento dell’uscita e vince il Premio Pimi, e il premio Siae come miglior album indipendente dell’anno. 
Nel 2008 parte l'Ottavio in Tour, grazie a un concept album di tipo teatrale la banda riuscirà a esibirsi a teatro e ai Palasport di Roma, Napoli, Firenze e Milano, insieme a loro ci sarà Clemente Ferrari alle tastiere e alla fisarmonica. 
Partecipano nel brano "Primaverando" contenuto nel disco "Ciao Mortali" del loro grande amico Tonino Carotone. 
Nel 2009 la band suona ancora al Concerto del Primo Maggio, questa volta con Tonino Carotone come ospite proprio per il suo feat. nel singolo Bambino.
Il 29 aprile 2010 esce Allegro ma non troppo, album speciale per la rivista La Repubblica XL con un paio di inedite, rivisitazioni (fatte con Goran Bregović) e live.
Nello stesso anno esce Sette x uno, un album per la campagna Save the Children in collaborazione con Dario Fo, David Riondino, Giobbe Covatta, Ascanio Celestini, Davide Enia e Enzo Iacchetti.

### 2011-2012: Scaccianuvole e la pausa del gruppo
Il 3 Maggio del 2011 esce, dopo 3 anni, un nuovo album di inediti, Scaccianuvole, un album che a detta dello stesso Erriquez ricorda molto lo stile di un disco vintage, l'idea infatti era proprio quella di dare la sensazione di stare ascoltando un vinile d'altri tempi.
La novità è che a differenza degli altri anni e dello spirito indipendente della banda, questa volta il disco era stato ceduto in licenza alla Universal Music Group, nonostante ciò fu l’album meno promozionato e meno venduto in tutta la storia della band, secondo la stessa questo fu un album frettoloso, un vero e proprio passo falso, sia a causa dell’assenza di Ramon (che in quel periodo suonava con Daniele Silvestri) sia a causa del periodo storico non proprio felice al livello musicale (all’arrivo dello streaming e della pirateria) e politico.
Rispetto agli altri album, questo viene considerato dalla critica un disco più malinconico ma con sonorità ormai solite alla banda, poco entusiasmo da parte dei fan rispetto al solito.
Nello stesso anno la band è stata invitata a suonare al Francofolies Festival in Francia e al Luminato Festival a Toronto.
Da li parte lo Scaccianuvole Tour, concluso nel 2012, nel periodo estivo la bandabardò non ha con sé Ramon, ma sul palco si aggiungono due componenti temporanei, Alberto Becucci alla fisarmonica e Rocco Brunori alla tromba e percussioni, che daranno alla band un sound più francofono.
Per dare via al tour estivo la band suona al Concerto del Primo Maggio, con ospite Peppe Voltarelli, dove suoneranno anche il brano Come i Beatles per presentare l’album.
Il periodo invernale invece è segnato dal ritorno di Ramon e dalla voglia di voler aggiungere un tastierista al gruppo, Federico Pacini, pianista di Quarrata, aveva già suonato in passato con Orla e Nuto, così viene contattato da Finaz e diventa un membro ufficiale della band, conosciuto col nome d’arte di Pacio.
Alla fine del tour la band decide di prendersi qualche anno di pausa dalle nuove canzoni.
Il 25 aprile andò in onda su LA7 lo spettacolo Itis Galileo, Erriquez e Finaz avevano composto la sigla finale.

### 2013-2016: La pausa,  L‘improbabile
Il 2013 è stato per la band l’anno di pausa dai concerti e dai tour, l’unica esibizione pubblica di quell’anno fu al Giffoni Film Festival.
In questo lasso di tempo Erriquez si dedica alla produzione e alla collaborazione con altre band e cantanti tra cui I Matti delle Giuncaie, Fabrizio Pocci e l’Orage, mentre Finaz si dedica alla sua carriera solista pubblicando il suo primo album Guitar Solo, oltre a dedicarsi anche lui alla produzione di gruppi come Folkabbestia, i Ratti della Sabina e Peppe Voltarelli.
Don Bachi invece entra nei Mozait con cui creano il loro primo disco Pure Water, Orla invece scrive insieme all’amico Luca Remagi il libro I Rolling Stones (Futura editrice, 2013).
Dopo un anno la band si riunisce ed Erriquez e Finaz vanno da soli alla Libera Università Di Alcatraz per iniziare a scrivere il loro nuovo album.
Il 27 Maggio 2014 esce L'improbabile, il primo della loro storia realizzato per una major, la Warner Music Group, il che ha scatenato molte polemiche tra i fan poiché il gruppo ha sempre deciso di rimanere indipendente.
Lo stesso Erriquez (insieme a Orla) ha spiegato più volte che il disco è stato completato prima della collaborazione tra loro e la major e che la scelta è stata soprattutto per facilitare la possibilità di acquisto dell'album sul mercato, in confronto agli album precedenti che ormai erano fuori produzione e difficili da reperire.
A differenza degli album precedenti, questo si discosta dal tipico sound della banda, andando quindi a cercare nuovi stili, testi con frasi dette nella quotidianità, per strada, tra i libri, in mezzo a interviste, a detta del cantante e del chitarrista l'anno di pausa è stato come aprire la finestra in una stanza che puzzava di chiuso.
Il primo singolo è E allora il cuore, cui partecipa la guest-star Alessandra Contini, cantante-bassista de Il Genio, oltre a questo c'è la collaborazione con il rapper G-Max nel primo brano dell'album, e il testo di La selezione naturale scritta con Francesco Gazzè.
Nel 2016 la band realizza la colonna sonora del film L'Universale, di Federico Micali, che esce nelle sale ad aprile.
Il 27 aprile 2016 esce una rivisitazione del brano Lo sciopero del sole, in collaborazione con la Gaudats Junk Band, stavolta la bandabardò ha deciso di promuovere l’iniziativa del riciclaggio, poiché la Gaudats Junk Band si è costruita gli strumenti da sé con dei rifiuti presi da una discarica (tubi vecchi, scatole di vino, infradito ecc.).
La band si esibisce anche al Concerto del Primo Maggio, con ospite proprio la Gaudats Junk Band, dove suoneranno il loro nuovo singolo, e con un invito da parte di Erriquez a tutto il pubblico: “Buttiamo un po’ meno, ricicliamo, riusiamo, riutilizziamo”.
Nello stesso anno la bandabardò fa un altro tour europeo, chiamato Lo sciopero del sole Tour, con tappe a Londra (Dingwalls, sold out), Berlino (Cassiopeia), Amsterdam (Sugar Factory), Dublino (Opium Rooms), Bruxelles (Vk) e Esch-sur-Alzette (Kulturfabrik), oltre che le tante altre date in tutta Italia.
Nell'aprile del 2016 Sky Arte dedica loro documentario Bandabardò, un mistero italiano, dove Carlo Lucarelli racconterà la band come fosse un caso investigativo, li seguirà per la tournée europea, li “interrogherà” (oltre a loro anche altri musicisti come “testimoni”, come Max Gazzè e Daniele Silvestri) e cercherà di comprendere il motivo del loro successo nonostante il loro anticonformismo.
Prima della fine dell’anno Stefano Bollani ha invitato la bandabardò su Rai 1 alla sua trasmissione televisiva L'importante è avere un piano, per suonare insieme a lui Beppeanna, l’esibizione della banda poté vantare la partecipazione di Jeff Ballard e Manu Katché.

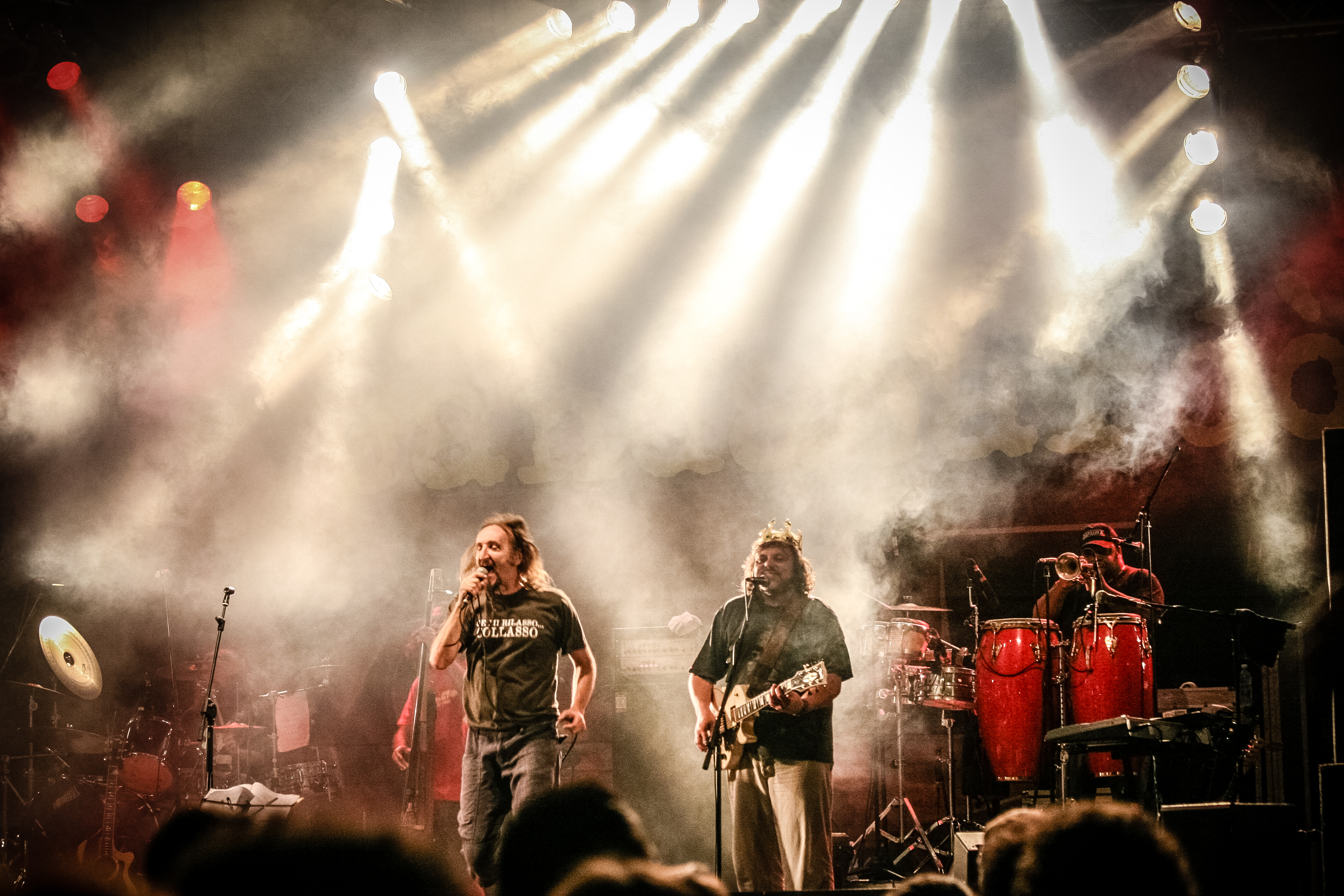
Bandabardò in concerto

### 2017-2018: 25th Tour
Dopo il BB Tour 2017, il 27 dicembre la bandabardò è ospite al programma 33 Giri di Sky Arte, per la puntata dedicata a Rino Gaetano.
Nel 2018 la bandabardò festeggia 25 anni di attività, e lo fa con il 25th Tour iniziato il 9 giugno 2018 a Bruno (Bs), tra gli auguri di molti artisti e concerti in posti quali l'Auditorium Parco della Musica a Roma.
Nello stesso anno vince il Premio De Andrè per la migliore rivisitazione del brano Un giudice.
Durante il 25th Tour la band critica fortemente e pubblicamente l'operato dell'allora ministro degli interni Matteo Salvini. 
Il 29 giugno 2018 viene pubblicata una nuova versione di Beppeanna, dal titolo Se mi rilasso collasso, in occasione dei 25 anni dalla nascita della band, la canzone vede la partecipazione di Stefano Bollani, Caparezza, Carmen Consoli, Daniele Silvestri e Max Gazzè.
Il 7 dicembre 2018 al Nelson Mandela Forum la banda festeggia i suoi venticinque anni con un grande concerto ricco di ospiti: Max Gazzè, Carmen Consoli, Tonino Carotone, Modena City Ramblers con Cisco e Piero Pelù. 
L'evento ha registrato circa 7000 persone sfiorando il sold out.

### BB Tour 2019
Il 7 marzo 2019 viene pubblicato il singolo Zobi la mouche, la cover di una canzone dei Les Négresses Vertes e cantata proprio durante la festa del 7 dicembre al Nelson Mandela Forum, assieme al singolo è stato pubblicato un videoclip che riprende proprio la sera di quel concerto.
L'ultimo tour della bandabardò con Erriquez è stato il BB Tour 2019 iniziato il 27 aprile a Posada e finito l'11 ottobre a Schilpario, in questo stesso anno la band comunica che con i soldi del concerto a Chiasso (dicembre 2018) è stato costruito e inaugurato un pozzo in Vietnam che è stato intitolato a loro.
Il 23 agosto 2019 ricevono a Verbicaro (Cosenza) il Riccio d'Argento di Fatti di Musica nella sezione Migliori Band Italiane, trentatreesima edizione del festival del miglior live d'autore diretto da Ruggero Pegna.

### 2019-2021: Ultimi concerti con Erriquez, l'interruzione dei live per Covid e il Duo Fernandez
Durante la fine del 2019 e l'inizio del 2020 la bandabardò ha suonato a Giulianova, a Scandicci per il Capodanno e all'Ice Music Festival, dove la band ha suonato strumenti di ghiaccio, il 19 gennaio 2020 la bandabardò suona a Bologna per la manifestazione delle Sardine.
A causa Covid è stato annullato il concerto di beneficenza al Teatro Puccini di Firenze, da li la bandabardò è entrata in pausa concerti esibendosi in diretta durante lo spettacolo di Casa Seat (Barcellona) "Sotto le stelle in Piazza Grande", ovvero un evento culturale virtuale.
Nel frattempo la bandabardò pubblica delle rivisitazioni di due brani storici suonati in live, ovvero Manifesto e Passerà la notte, pubblicando i video sui loro social il 25 aprile e il primo maggio.
Verso l'estate del 2020 Erriquez e Finaz formano il Duo Fernandez, per poter fare concerti intimi e sicuri in giro per l'Italia con il Duo Fernandez Tour.
L'ultima loro esibizione pubblica è stata al Controradio (Firenze), al Rock contest, dove hanno suonato Balla ancora e Lo sciopero del sole, questa è stata l'ultima apparizione pubblica di Erriquez.

### 2021-2022: La morte di Erriquez
Il 14 febbraio 2021 muore Erriquez, voce del gruppo, a causa di un male incurabile, a comunicarlo è proprio il suo manager Francesco Barbaro. Sui social la band pubblica la notizia con la lettera d’addio del cantante. La notizia arriva inaspettata poiché il cantante decide di non rivelare a nessuno della sua malattia se non agli amici più intimi e ai suoi familiari, molti cantanti e artisti salutano e ringraziano Erriquez per la sua eredità e amicizia, tra cui Jovanotti, Piero Pelù, Carmen Consoli, Caparezza, Negrita e Paola Turci.
Al Festival di Sanremo 2021 Roy Paci ha fatto una grande dedica a Erriquez, mettendosi una maglietta raffigurante il suo volto e salire simbolicamente sul palco insieme a lui, successivamente sono state messe in vendita ulteriori magliette con il volto di Erriquez per fare borse di studio per un Music Camp a lui dedicato tenutosi in Sicilia. Il bandabardò Fan Club ha raccolto €21.207,00, cifra che è stata donata all'associazione tumori Toscana, vendendo una maglietta bianca raffigurante Erriquez.
Durante il concerto del Primo Maggio 2021 Finaz, Max Gazzè, Piero Pelù e Daniele Silvestri fanno una dedica ad Erriquez cantando Beppeanna.
Nel suo nuovo album La matematica dei rami, Max Gazzè fa una dedica ad Erriquez, stessa cosa fa Cisco con il suo album Canzoni dalla soffitta. Anche Carmen Consoli e Piero Pelù hanno più volte durante i loro concerti invitato la Bandabardò a suonare con loro o comunque hanno fatto delle dediche al cantante.
I Modena City Ramblers per il loro tour hanno cantato più volte la canzone Beppeanna in ricordo dell'artista.
La regione Toscana con il Fondo sociale europeo indice il premio Enrigo Greppi “Erriquez” al Rock Contest di Controradio, il premio sarà dato al testo che si distingue per la positività dei valori e dell’impegno sociale, in continuità con la produzione artistica e la carica umana trasmessa da Erriquez durante tutta la sua vita.
Propaganda Live con la sua orchestra (di cui ne fa parte lo stesso Ramon come percussionista) fa una dedica alla band e a Erriquez cantando e suonando Manifesto.
Poco dopo la morte di Erriquez, Finaz è stato intervistato dalla rivista Rolling Stone dove ha raccontato la storia della bandabardò e della sua esperienza con il poeta, confermando inoltre che la band non ha alcuna intenzione di sciogliersi.
La stessa Rolling Stone ha dedicato un articolo alla band e a Erriquez, dove viene raccontato il motivo per cui sono stati tanto apprezzati (e definendo loro con un potenziale da bombe a mano per i live).

### 2022-2023: Non fa paura(Bandabardò & Cisco)
Un anno dopo la morte di Erriquez, la band comunica la propria intenzione di continuare la propria attività annunciando dai propri social una collaborazione con Cisco (ex cantante dei Modena City Ramblers). Il 10 aprile 2022 Il Fatto Quotidiano ha suscitato varie polemiche a causa del suo titolo di giornale "La Bandabardò ha un nuovo leader, Cisco (da Modena)" e i membri della banda e il cantautore hanno definito questo gesto come inopportuno e totalmente inadeguato, spiegando che Cisco non è il leader della banda e che è una collaborazione paritaria e tra amici per il tour 2022, scusandosi con i lettori per eventuali fraintendimenti.
Il 20 maggio 2022 venne pubblicato Non fa paura, il nuovo album in collaborazione con Cisco. L'album viene presentato con una piccola anteprima al Concerto del Primo Maggio 2022 per poi essere ufficialmente pubblicato con dei concerti alle librerie Feltrinelli di Roma e Firenze. Assieme all'album nacque il Non fa paura Tour, che iniziò dai primi di maggio e finì a settembre.
Il chitarrista Finaz in varie interviste ha sottolineato più volte che non si tratta di una sostituzione ma di una collaborazione temporanea. Lo stesso Cisco ha ribadito che dopo il Non fa paura Tour le loro strade si divideranno e che lui non sostituirà Erriquez nell'intervista fatta nel Corriere della Sera.
La banda e Cisco si sono esibiti in tutta Italia invitando vari ospiti come Gerardo Carmine Gargiulo, Daniele Silvestri e Enzo Iacchetti, esibendosi anche a Milano all'evento di Radio Popolare, all'Auditorium Parco della Musica a Roma, facendo un grande raduno del Fan Club al Fuori Orario di Taneto, invitati a Rai Radio 2 Social Club per un episodio e un'intervista. Gli ultimi concerti del tour furono in Sardegna, al Parco della Musica (Cagliari) e ad Alghero.
Dopo il tour la banda e Cisco hanno ricevuto il premio "Pierangelo Bertoli" insieme a Francesco Gabbani, Irene Grandi e Roberto Vecchioni a Modena.
Il 14 dicembre 2022 la Bandabardò e Cisco annunciarono la continuazione del Non fa paura Tour, che riparte nel 2023.
Il tour, ricco di Sold Out, inizia al The Cage di Livorno per poi fare tappa anche a Taranto, Bologna, Roma ecc., per poi concludersi al Tuscany Hall di Firenze il 19 aprile con una grande festa/concerto, dove la banda e Cisco lasciano uno spazio ai lavoratori del GKN (azienda) di Firenze per parlare della loro situazione lavorativa. 
Nonostante ciò, l’ultima data effettiva del tour è il 25 aprile con doppio concerto, il primo è stato a Gattatico, più precisamente a Casa Cervi, con Vinicio Capossela, Lo Stato Sociale e Mara Redeghieri, il concerto andò molto bene e si superarono i 15.000 spettatori. 
Il secondo concerto è stato a Genova, con la promessa di un arrivederci. 

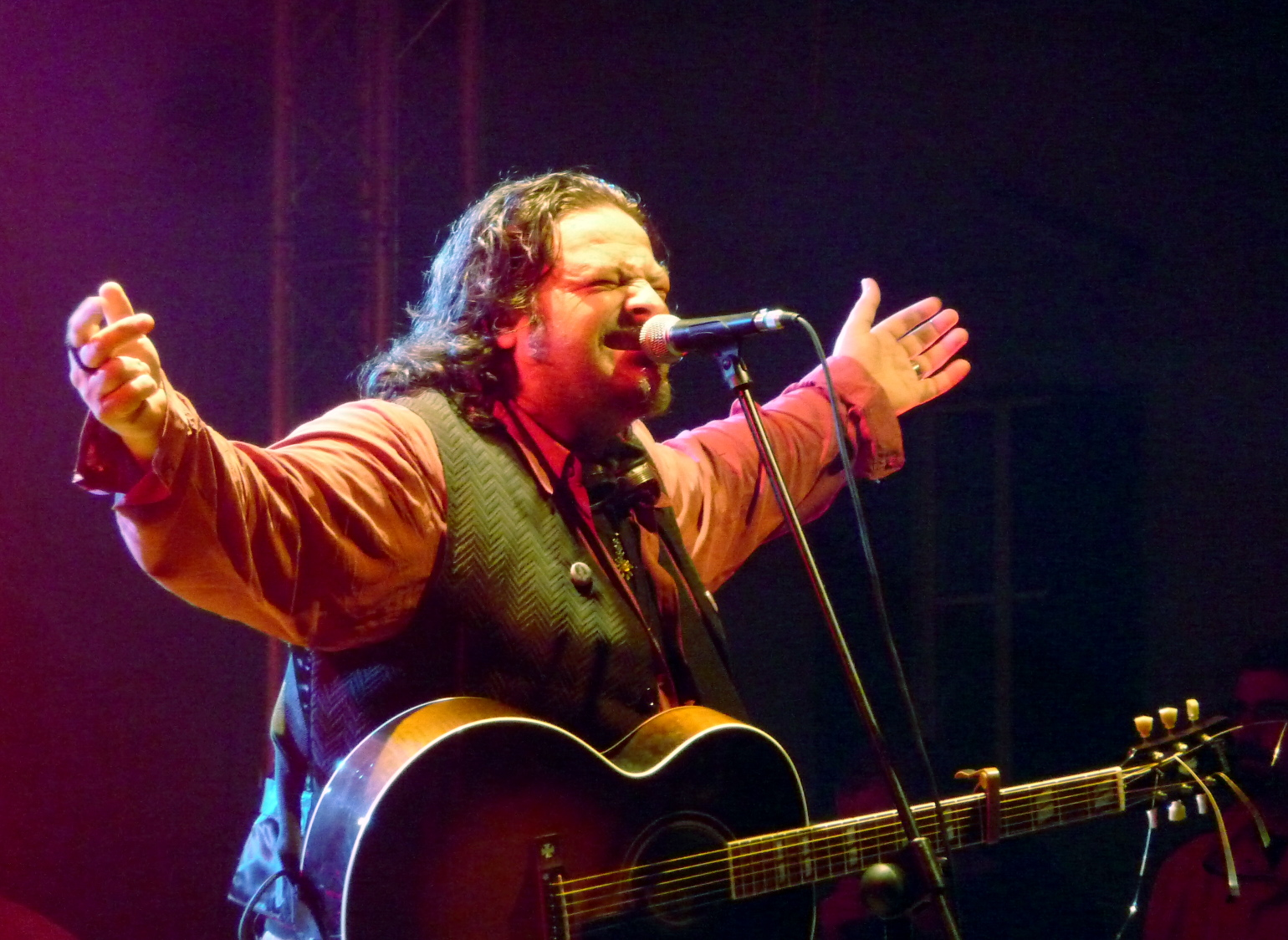
Cisco Bellotti

### Il concertone per Erriquez
Il comune di Firenze ha deciso di intitolare l'estate Fiorentina 2022 a Erriquez e, contestualmente, di organizzare un evento speciale a lui dedicato, intitolato Tre passi avanti e svolto il 27 maggio presso l’Anfiteatro delle Cascine (l'Ultravox di Firenze), con vari ospiti: Cisco, Giobbe Covatta, Carmen Consoli, Ginevra Di Marco, Jacopo Fo, Folcast, Enzo Iacchetti, Max Gazzè, Gabriella Martinelli, Mirkoeilcane, Erica Mou, Negrita, Saverio Tommasi, Paola Turci, Piero Pelù, più l’intervento speciale di Rocco Greppi e Jacopo Finazzo (i figli di Erriquez e Finaz).
L'evento ha registrato il sold out in meno di un giorno.
Inoltre il Tuscany Hall di Firenze decide di creare una targa dedicata a Erriquez e alla bandabardò, organizzando un evento di inaugurazione.
Sempre nello stesso anno il primo album della Bandabardò, Il circo mangione, è stato ristampato in vinile in due versioni, nero e blu, e pubblicato con Sony Music.

### 2023-2024: Se mi rilasso collasso, migrazioni sonore
L’8 marzo 2023 segnano i 30 anni di carriera della bandabardò, per festeggiare l’evento viene pubblicato un nuovo libro intitolato se mi rilasso collasso edito da Baldini+Castoldi, il libro è stato presentato alle librerie LaFeltrinelli a Firenze, Roma e Milano. 
Dopo la fine definitiva del Non fa paura Tour la band presenta due nuovi progetti per l’estate del 2023, uno si chiama Libro suonato, è la presentazione del libro tramite una serie di concerti in giro per l’Italia (la band stessa ha definito questo non come un tour) in formazione ridotta: Finaz, Orla, Don Bachi e Nuto, per poter rivivere e raccontare la storia dal 1993.
Il secondo progetto è di Migrazioni sonore e si chiama Se mi rilasso collasso, è un progetto artistico in collaborazione con Cisco, Giobbe Covatta, Radio Lausberg e Marco Calliari.
Consiste in un tour tra la Francia e il Canada per la presentazione del libro della band e per raccontare i loro 30 anni di storia, per poi finire il 23 giugno al Cittadella Nuova (a Pisa) per un grande evento.
A capodanno 2023 la band è ospite al concerto di  Scandicci con Ginevra Di Marco e Piero Pelù, presentati da Paolo Hendel.
Il 3 gennaio 2024 la bandabardò è ospite al Toscana & Friends Ripartiamo (serata di solidarietà a favore dei territori colpiti dall'alluvione del 2 novembre 2023) con Antonio Aiazzi, Ginevra Di Marco & Francesco Magnelli, Dolcenera, Francesco Gabbani, Irene Grandi, Paolo Jannacci e Daniele Moretto, Marco Masini, Danilo Rea, Paola Turci, Peppe Voltarelli e altri al Tuscany Hall di Firenze.
Serata condotta da Fiorella Mannoia, Piero Pelù e Stefano Massini.

### 2024-2025: Ultimo tango
Il 28 marzo 2024 la bandabardò annuncia un nuovo tour insieme a Cisco dal nome Ultimo Tango che inizierà il 25 aprile a Fornacette e finirà il 5 ottobre a Firenze, insieme al tour sono stati pubblicati due nuovi singoli, cioè “Che la festa cominci” e “Domenica”.
Questo segna la fine definitiva della collaborazione tra la banda e il cantante, rendendosi però entrambi disponibili per ulteriori future collaborazioni.

## Formazione

### Formazione attuale
- Finaz (Alessandro Finazzo) – voce, chitarra acustica, semiacustica, elettrica, cori (1993-presente)
- Don Bachi (Marco Bachi) – basso, contrabbasso (1993-presente)
- Orla (Andrea Orlandini) – chitarra, cori (1993-presente)
- Nuto (Alessandro Nutini) – batteria (1993-presente)
- Ramon (Jose Ramon Caraballo Armas) – percussioni, tromba, cori (2003-presente)
- Pacio (Federico Pacini) – tastiere, cori (2012-presente)

### Formazione del passato
- Erriquez (Enrico Greppi) – voce, chitarra, ukulele (1993-2021)
- Paolino (Paolo Baglioni) – percussioni, tastiere (1993-2002)

## Discografia

### Album in studio
- 1996 – Il circo mangione
- 1998 – Iniziali bì-bì
- 2000 – Mojito Football Club
- 2002 – Bondo! Bondo!
- 2004 – Tre passi avanti
- 2008 – Ottavio
- 2010 – Allegro ma non troppo
- 2010 – Sette x uno
- 2011 – Scaccianuvole
- 2014 – L'improbabile
- 2022 – Non fa paura (con Cisco)
- 2025 – Fandango

### Album dal vivo
- 1999 – Barbaro tour
- 2001 – Se mi rilasso... collasso

### Raccolte
- 2006 – Fuori orario

### Singoli
- 1996 – L'inquilina del quarto piano
- 1998 – W Fernandez (feat. Piero Pelù)
- 1998 – Beppeanna
- 2000 – Vento in faccia
- 2002 – Fine delle danze
- 2002 – Gomez
- 2004 – Tre passi avanti
- 2004 – Que nadie sepa mi sufrir
- 2006 – Filastrocca 2
- 2008 – Bambino (feat. Tonino Carotone)
- 2014 – E allora il cuore (con Alessandra Contini)
- 2016 – Lo sciopero del sole
- 2018 – Se mi rilasso collasso (feat. Stefano Bollani, Caparezza, Carmen Consoli, Max Gazzè, Daniele Silvestri)
- 2019 – Zobi la mouche
- 2022 – In Patagonia (con Cisco)
- 2024 – Che la festa cominci (con Cisco)
- 2024 – Domenica (feat. Extraliscio, con Cisco)
- 2025 - Notti di luna e falò (feat. Carmen Consoli)

#### Compilation
- 2007 – Diritti N.O.N. Umani - brano: Passerà la notte[4]

### Colonne sonore
- 2016 – L'Universale

## Videografia
Album video
- 2004 – Vento in faccia

Docufilm
- 2016 - Bandabardò - un mistero italiano

## Autobiografie
- Bandabardò, Vento in faccia - l'autobiografia, Arcana Editore, 2004.
- Bandabardò, Se mi rilasso collasso - trent’anni di storia di una band improbabile, Baldini+Castoldi, 2023.

## Tournée
- 1993/95 - Bandabardò on tour
- 1996/97 - Il circo mangione Tour
- 1998/99 - Iniziali bì-bì Tour
- 1999/2000 - Barbaro Tour
- 2000/01 - Mojito F.C. Tour
- 2002/03 - Bondo! Bondo! Tour
- 2004/05 - Tre passi avanti Tour
- 2006/07 - European Tour
- 2008/09 - Ottavio in Tour
- 2010/11 - German Tour
- 2011/12 - Scaccianuvole Tour
- 2014/15 - L’improbabile Tour
- 2016/17 - Lo sciopero del sole Tour
- 2017/18 - BB Tour
- 2018/19 - 25th Tour
- 2019/20 - BB Tour
- 2022/23 - Non fa paura Tour
- 2023/24 - Se mi rilasso collasso Tour
- 2024/25 - Ultimo tango Tour
- 2025/26 - Fandango Tour

## Riconoscimenti
- 1996 - Premio Ciampi
- 2008 - Premio Mei
- 2008 - Premio SIAE
- 2013 - Premio Agenda Rossa
- 2018 - Premio De Andrè
- 2019 - Premio Riccio D’Argento
- 2022 - Premio Bertoli